# Flaxweiler
Flaxweiler (luxembourgsk: Fluessweiler) er en kommune og et byområde i Luxembourg.  Kommunen, som har et areal på 30,17 km², ligger i kantonen Grevenmacher i distriktet Grevenmacher. I 2005 havde kommunen 1.612 indbyggere. 